# SECOND BRAIN
『SECOND BRAIN』（セカンドブレイン）は、高橋アキラによる日本の漫画作品。『ジャンプSQ.19』（集英社）Vol.5に読み切りとして掲載された後、『ジャンプスクエア』（集英社）2014年1月号から7月号まで連載された。話数カウントは「第○話」。

## 登場人物

### 主要人物
市原春一（いちはら しゅんいち）
本作の主人公。中学3年生。周りの人たちを呼吸困難などに陥らせてしまい、他の生徒から「化け物」と呼ばれ距離を置かれていた。
母親が目の前でセカンドブレイン5号に殺されたきっかけに能力が覚醒した。その後、セカンドブレイン特別対策本部に入り、母親の仇を討つことを決意する。
風を操る能力を持っているが、まだうまく使えない。
外海光（とのかい ひかり）
本作のヒロイン。国家機関の職員で、後に春一の同級生兼教育係になる。普段は戦闘服を着てるため、スカートや私服に慣れていない。
春一とはセカンドブレイン主任研究員の連続殺人の調査の最中に出合った。
空間轉位能力を持っており、武器庫にある武器を空間轉位する事ができる。

### セカンドブレイン特別対策本部
外海 領次郎（とのかい りょうじろう）
対策本部の司令官で光のおじ。外見はヤクザのように見える。
月山 薫（つきやま かおる）
対策本部の人間でおかま。音を操る能力を持っている。

### セカンドブレイン
5号（-ごう）
セカンドブレインの一人で、百々子とセカンドブレイン主任研究員を殺した張本人。
外見は少年のように見える。

### その他の人物
市原 百々子（いちはら ももこ）
本作のキーパーソン。春一の母親だが、血縁関係はあるかは不明。その正体はセカンドブレイン開発チームの一人。喧嘩ばかりする春一のことをいつも心配している。
セカンドブレイン5号によって殺された。
中瀬 龍也（なかせ たつや）
春一の同級生兼喧嘩相手。セカンドブレインによって重力を操る能力を手に入れる。
郡山（こおりやま）
セカンドブレイン開発チームのリーダーで、唯一の生き残り。逃亡していたが国防省に保護された。

## 用語
セカンドブレイン
人知を超越した力を使い人間を支配しようとしている人造人間。元々は世界の知識を収斂し人類の抱える問題を解決する為に作られたスーパーコンピューター。

## 書誌情報
- 高橋アキラ 『SECOND BRAIN』 集英社〈ジャンプ・コミックス〉、既刊1巻（2014年4月4日現在）
  1. 2014年4月9日第1刷発行（4月4日発売[集 1]）、ISBN 978-4-08-880036-3

## 読み切り
『ジャンプSQ.19』Vol.5に掲載された。